# Síndrome de Hughes-Stovin
A síndrome de Hughes-Stovin é uma condição rara, de causa desconhecida, descrita inicialmente em 1959 , caracterizada pela associação de múltiplos aneurismas de artéria pulmonar e trombose venosa profunda. Alguns autores consideram tal entidade como uma forma incompleta de apresentação da doença de Behçet, devido à semelhança entre os achados radiológicos e anatomopatológicos do comprometimento pulmonar.
Ocorre predominantemente entre a 2ª e 4ª décadas. Existe uma predileção pelo sexo masculino.
Tipicamente a doença é clinicamente caracterizada em três fases:
     Fase I: tromboflebite
     Estágio II: formação e ampliação de aneurismas pulmonares
     Estádio III: ruptura aneurismática

## Sinais e sintomas
Tosse, dispneia, hemoptise, cefaleia, febre intermitente, papiledema e aqueles devidos a tromboflebite periférica.
A causa mais frequente de mortalidade é a ruptura de um aneurisma no interior das vias respiratórias pulmonares.

## Achados Radiológicos[2]
Os achados dependerão do estágio. Pode mostrar:
- Trombos sistêmicos na veia cava, seios cerebrais ou veias dos membros
- Oclusões arteriais pulmonares por embolia ou trombo
- Um ou mais aneurismas segmentares de artéria pulmonar
- Aneurismas arteriais brônquicos.